# 山本佳代子
山本 佳代子（やまもと かよこ、1975年1月20日 - ）は、日本の女性モデル。オスカープロモーションを経てフロント（エスプリ・ディヴィジョン）所属。

## 概要
千葉県出身。身長は170cm。第5回国民的美少女コンテストで15歳の時、モデル部門賞を受賞。プチセブン、CanCamなどで専属モデルをつとめた。松原良香と婚姻後はレギュラーで登場しなくなった。
元「劇団マチダックス」所属の舞台女優「山本佳代子」及び、鈴鹿サーキットクイーン29期生（2007年度）の一人だった「山本佳世子」とは別人である。

## 主な出演

### CM
- 牛乳石鹸共進社 ムーア
- キリンビバレッジ 八葉三実一花茶
- 花王 エッセンシャル ヘアパック
- KDDI au GPS携帯電話

### 雑誌
- プチセブン
- CanCam
- ベネッセ Linom
- 集英社 メイプル